# USS LST-710
O USS LST-710 foi um navio de guerra norte-americano da classe LST que operou durante a Segunda Guerra Mundial.